# La grande Pasqua russa
La grande Pasqua russa. Ouverture su temi della Chiesa russa per grande orchestra, Op. 36 (in russo Светлый праздник, letteralmente La festa luminosa, locuzione che in russo indica la Pasqua) è un'ouverture sinfonica di Nikolaj Andreevič Rimskij-Korsakov per grande orchestra. 

## Storia della composizione
Nell'inverno 1887-88 Rimskij-Korsakov concepì l'idea di comporre un'ouverture basata su temi del'Obichod, una raccolta di canti liturgici della Chiesa ortodossa russa. Il lavoro fu completato l'estate successiva durante il consueto soggiorno in campagna, e fu dedicato alla memoria di Modest Petrovič Musorgskij e Aleksandr Borodin, i due membri del Gruppo dei Cinque prematuramente scomparsi. La prima esecuzione dell'opera ebbe luogo a San Pietroburgo il 3 dicembre 1888, durante il terzo concerto della stagione 1888-89 dei Concerti Sinfonici Russi, diretta dal compositore stesso.

## Struttura della composizione
Rimskij-Korsakov aveva chiesto al conte Goleniščev-Kutuzov di scrivere un programma in poesia alla sua ouverture, cosa che fu fatta, ma il compositore, insoddisfatto dei versi del poeta, decise di scrivere il suo programma in prosa, e lo fece stampare nell'edizione della partitura. 
Esso recita:
E dopo che il sabato fu passato, Maria Maddalena e Maria madre di Giacomo e Salomè comprarono dei profumi per andare ad ungere Gesù. E partite di buon mattino il primo giorno dopo il sabato, giunsero al sepolcro che il sole si era già levato. E si dicevano tra loro: "Chi ci sposterà la pietra dalla porta del sepolcro?". E videro che la pietra era stata levata; ed era molto grande. E, entrate nel sepolcro, videro un giovane seduto sul lato destro, vestito di vesti bianche, e ne furono turbate. Egli disse loro: "Non abbiate paura. Voi cercate Gesù il Nazareno, che è stato crocifisso; Egli è risorto."
E la lieta novella si sparse per tutto l'universo, e coloro che Lo odiavano fuggirono dinanzi a Lui, dispersi come il fumo. 
"È risorto!" cantano i cori degli Angeli in cielo, al suono delle trombe degli Arcangeli e al fruscio delle ali dei Serafini. "È risorto!" cantano i sacerdoti nei templi, in mezzo a nuvole d'incenso, al lume di innumerevoli candele, al suono delle campane trionfanti.»
La lunga e lenta introduzione rappresenta la profezia di Isaia sulla Risurrezione di Cristo. Il successivo Andante lugubre illustra il sacro sepolcro, che d'improvviso risplende di luce al momento della Risurrezione, nel passaggio al successivo Allegro, che conduce all'atmosfera di festa della messa ortodossa mattutina. L'intento di Rimskij-Korsakov era quello di riprodurre anche l'aspetto leggendario e pagano della festa, nella transizione dalla solennità e dal mistero della sera del Sabato Santo alle sfrenate celebrazioni pagano-religiose della mattina della Domenica di Pasqua.